# 斯科特·卡彭特
马尔康·斯科特·卡彭特（英語：Malcolm Scott Carpenter，1925年5月1日—2013年10月10日）曾是一位美国国家航空航天局的宇航员，执行过水星-宇宙神7号任务。

## 生平
卡彭特生于科罗拉多州的博尔德，母亲是Marion Scott Carpenter，父亲 Florence [née Noxon] Carpenter 在哥伦比亚大学做博士后研究。高中毕业后进入海军学院训练中心成为航空学员。二战后于1945年11月进入科羅拉多大學博爾德分校学习航空航天工程。朝鲜战争期间，他进入美国海军服役，1958年成为大黃蜂號航空母艦 (CV-12)一名空中情报指挥官。1959年入选为NASA水星计划的成员。
他结过四次婚，离过三次婚。1948年与Rene Louise Price结婚，生育四个子女——Marc Scott, Kristen Elaine, Candace Noxon, 和 Robyn Jay；1972与电影制片人Hal Roach的女儿Maria Roach结婚，有两名子女——Matthew Scott 与电影制作人Nicholas Andre；1988年又与Barbara Curtin结婚，有一个子女Zachary Scott，七年后再次离婚。1999年与Patty Barrett结婚。
生前曾因中风进入医院接受治疗，并在医院病逝于2013年10月10日，享年88岁。

## 海军服役
像许多博尔德的青少年一样，卡朋特在珍珠港事件后深受震撼，这一事件促使美国加入第二次世界大战，他于是决心成为一名海军飞行员。 1943年2月12日，他前往丹佛附近洛里机场的美国海军征兵处，申请加入海军的V-5 航空学员训练计划。在获得父亲的同意后，他前往旧金山的第十二海军区总部，通过了体检与笔试，并于4月11日正式被录取为航空学员。
当时海军已经招募了大量飞行员候补人员，因此为了留住像卡朋特这样的年轻人，海军设立了V-12 大学训练计划，允许学员先在大学学习，等待飞行训练名额空出。1943年高中毕业后，卡朋特成为科罗拉多学院的V-12A航空学员。他在此修读了三个学期，随后在圣玛丽学院 (加利福尼亚州)接受了六个月的预科飞行训练，又在奥图姆瓦驾驶PT17教练机进行四个月的初级飞行训练。 战争在他训练结束前就已结束，海军于1945年9月将他解除现役。
他先前往纽约探望父亲和继母，之后于1945年11月回到博尔德，就读于科罗拉多大学博尔德分校，主修航空工程。因先前已有部分学业经历，他以大三身份入学。 就读期间，他加入了德尔塔陶德尔塔兄弟会。1946年9月14日，他在驾驶1934年福特汽车时因疲劳驾驶而坠下悬崖并翻车，严重受伤。 在大四时，由于前往学校途中遇到大桥坍塌，错过了传热学课的期末考试，未能取得该课程学分，因此未能按时毕业。
卡朋特在校园书店兼职时，结识了学习历史与音乐的蕾妮·路易斯·普赖斯（Rene Louise Price）。她是三角姐妹会成员。两人皆来自单亲家庭，其母亲也患有肺结核。他们于1948年9月在博尔德的圣公会教堂结婚。
原计划重修热传导课程的安排被搁置，因为卡朋特被海军的直接采购计划（DPP）招募为第500位候选人。因行政疏忽，海军误认为他已获得学位。他于1949年10月31日报到，在彭萨科拉海军航空站接受飞行前训练，并于1950年3月6日毕业，接着前往怀廷机场海军航空站接受初级飞行训练，驾驶SNJ教练机。 随后，他又前往Naval Air Station Corpus Christi – Commander, Navy Region Southeast 官方介绍 – 提供基地历史、訓練機構與功能概述（美国海军官网）
接受高级训练。尽管当时大多数新任海军飞行员（包括卡朋特）都渴望驾驶喷气式战斗机，但考虑到他已为人夫且孩子即将出生（第一个孩子于1950年1月20日出生，蕾妮当时怀有第二胎），他选择了相对安全的多发巡逻机。蕾妮对此并不赞同。他的高级训练机型为PB4Y-2私人者，即B-24解放者的单垂尾改型。1951年4月19日，他完成飞行训练，蕾妮为他佩戴了美国飞行员徽章。

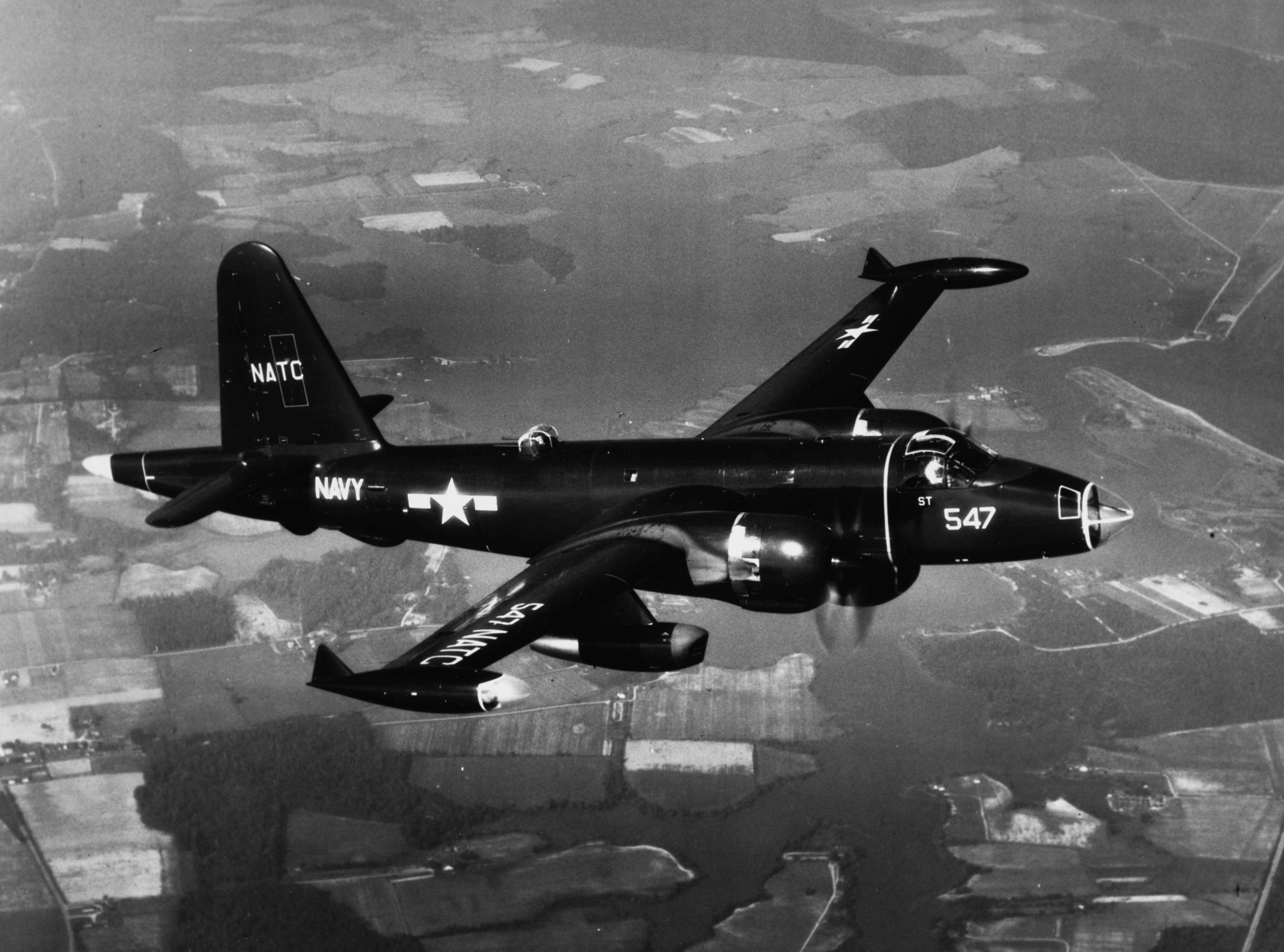
1954年，一架在帕图森特河海军航空站附近飞行的P-2海王星巡逻机

在圣地亚哥的舰队航空电子训练学校接受三个月训练后，卡朋特被派往华盛顿州惠德比岛的P2V 海王星过渡训练单位， 之后于1951年11月被分配至第六巡逻中队（VP-6），驻扎在巴伯斯角海军航空站。他第一次部署任务期间，从厚木海军航空基地起飞，执行朝鲜战争期间的侦察与反潜战任务。 这些任务极具危险性：1951年11月6日，中队的一架飞机在日本海上空遭两架苏联拉沃契金 La-11战斗机击落，机上十人全数罹难。
第二次部署时，他以阿达克海军航空设施为前沿基地，执行苏联与中国沿海的侦察任务。 第三次部署时，他驻扎于关岛，执行中国沿岸飞行任务。他被指定为巡逻机指挥官，是VP-6中唯一一位拥有海军少尉军衔的指挥官，其他人军阶皆高于他。
VP-6指挥官盖伊·霍华德对他的表现印象深刻， 推荐他进入美国海军试飞员学校。 卡朋特于1954年成为第13期学员，在帕图森特河海军航空站训练，驾驶过AD 天袭者与马丁 P4M 水星机等机型。他首次接触喷气式飞机，包括F9F 美洲豹、F11F 猎虎和A3D 天空战士。 他在帕图森特河服役至1957年，期间任电子测试部试飞员。
1957年，卡朋特进入海军研究生院设于蒙特雷 (加利福尼亚州)的海军通用课程学校，随后就读于海军航空情报学校，该校设于华盛顿哥伦比亚特区的阿纳科斯蒂亚海军航空站。 1958年，他被任命为CV-12 大黄蜂号航空母舰的航空情报官，当时该舰正在布雷默顿海军造船厂进行维修。

## 水星七号宇航员组

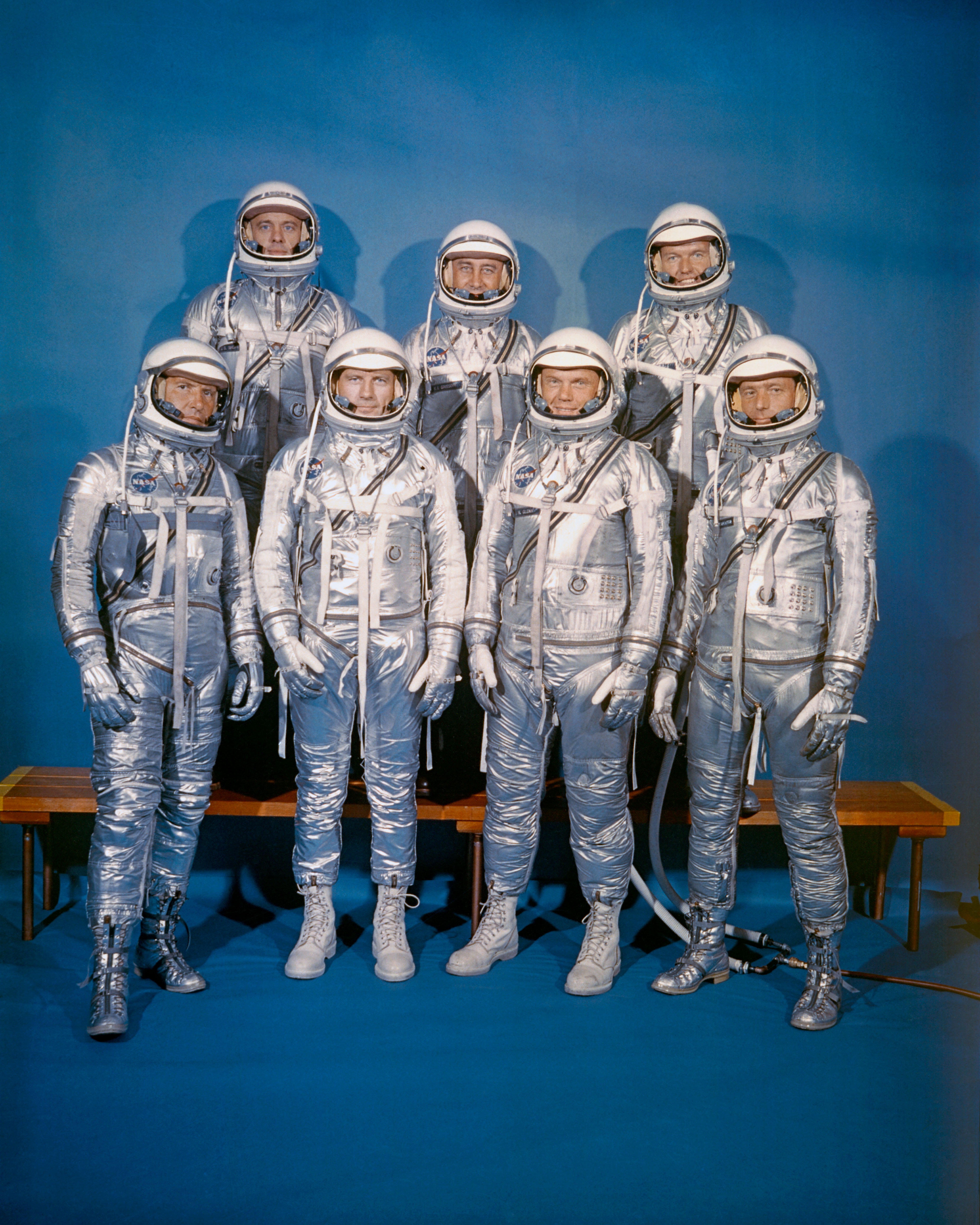
水星七号宇航员。前排从左至右：瓦利·谢拉（Wally Schirra）、德克·斯雷顿（Deke Slayton）、约翰·格伦（John Glenn）和斯科特·卡朋特；后排为艾伦·谢泼德（Alan Shepard）、古斯·格里森（Gus Grissom）与戈登·库珀（Gordon Cooper）。

1957年10月4日，苏联发射了人类首颗人工卫星“斯普特尼克1号”，这摧毁了美国人对自身科技优势的信心，引发了所谓的“斯普特尼克危机”。美国总统德怀特·D·艾森豪威尔为应对危机发起了“太空竞赛”。1958年10月1日成立的美国国家航空航天局（NASA），作为一个民用机构，负责太空技术发展。其首项任务就是水星计划，目标是在地球轨道发射一名宇航员，检测人体在太空环境中的表现，并将其安全送回地球。
首批宇航员从各军试飞员中选拔。国防部提供了508名试飞学校毕业生的服役记录，其中110人符合条件：年龄不超过40岁、具备学士学位或同等学历、身高不超过5英尺11英寸（1.80 米）。虽然这些标准并非严格执行，但对身高要求坚决执行，以适配水星号飞船的小舱体积。卡朋特因《直接采购计划》（DPP）录取资格被误认已经具备学位。
1959年2月2日，首批35名候选人前往《五角大楼》接受咨询评估，期间他们会晤了美国海军作战部部长阿利·伯克海军上将与美国空军参谋长托马斯·D·怀特上将。这两位表示，如果他们自愿成为宇航员，不仅军种会提供支持，其职业发展与晋升也不会受到影响。最终候选人数量缩减至32人，NASA评选小组认为此为可选拔12人组的合适规模。优质候选人无大规模辍学可能，因此决定只选一半人。

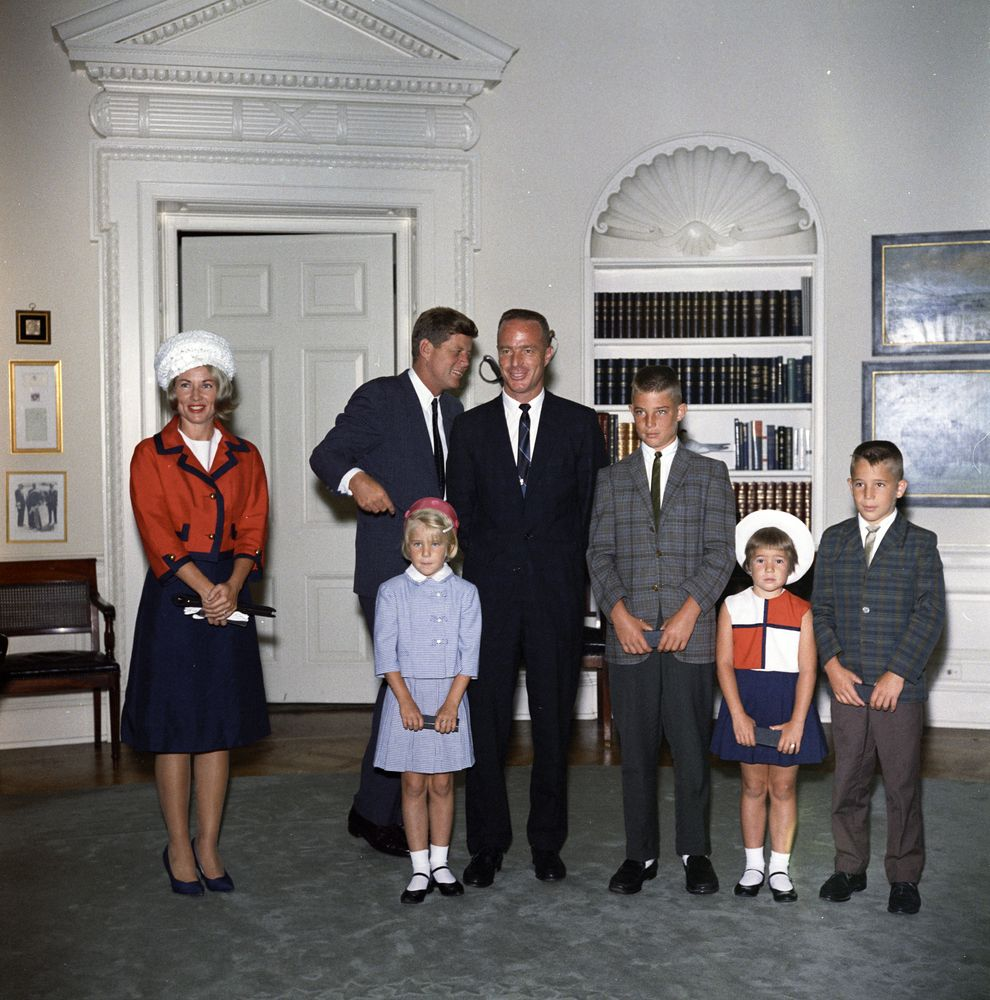
卡朋特一家造访总统官邸。左起为蕾妮·卡朋特、总统约翰·F·肯尼迪、克里斯汀、卡朋特、斯科特、坎迪斯与杰伊。

候选人们接受了一系列严苛的身体与心理测试，地点包括《洛夫莱斯呼吸研究所》和赖特－帕特森空军基地的空军航空医学实验室。测试结果显示，卡朋特体脂最低，跑步机与骑车成绩高居首位，并拥有最长的屏气时间。这一切殊为惊人，尤其考虑到他自1943年加入海军后一直每天吸烟一包，直到1985年才戒烟。
1959年4月3日，NASA官员查尔斯·唐兰（Charles J. Donlan）致电通知卡朋特被选为七人之一。那时他正在“黄蜂号”舰上，通话由妻子蕾妮接起。卡朋特随后通过船边公用电话接受了入选邀请，但“黄蜂号”舰长马歇尔·W·怀特拒绝放人。杜兰随后联系伯克上将，伯克向舰长保证，即便派走卡朋特，海军仍会补派另一名情报官，并强调国家需要他参与NASA任务。
1959年4月9日，在华盛顿特区的多莉·麦迪逊故居，一项记者招待会上正式宣布了七人组名单：卡朋特、戈登·库珀、约翰·格伦、古斯·格里森、瓦利·谢拉、艾伦·谢泼德与德克·斯雷顿。数周后的1959年5月18日晚，七位宇航员齐聚佛罗里达州的肯尼迪航天中心（当时称“卡纳维拉尔角”）观赏首枚类似水星运载火箭的SM‑65D“阿特拉斯”火箭发射。发射几分钟后火箭爆炸，点亮夜空，令宇航员们震惊。艾伦·谢泼德轻松地对约翰·格伦说：“好在他们先把那个干了。”

## Mercury‑Atlas 7 任务

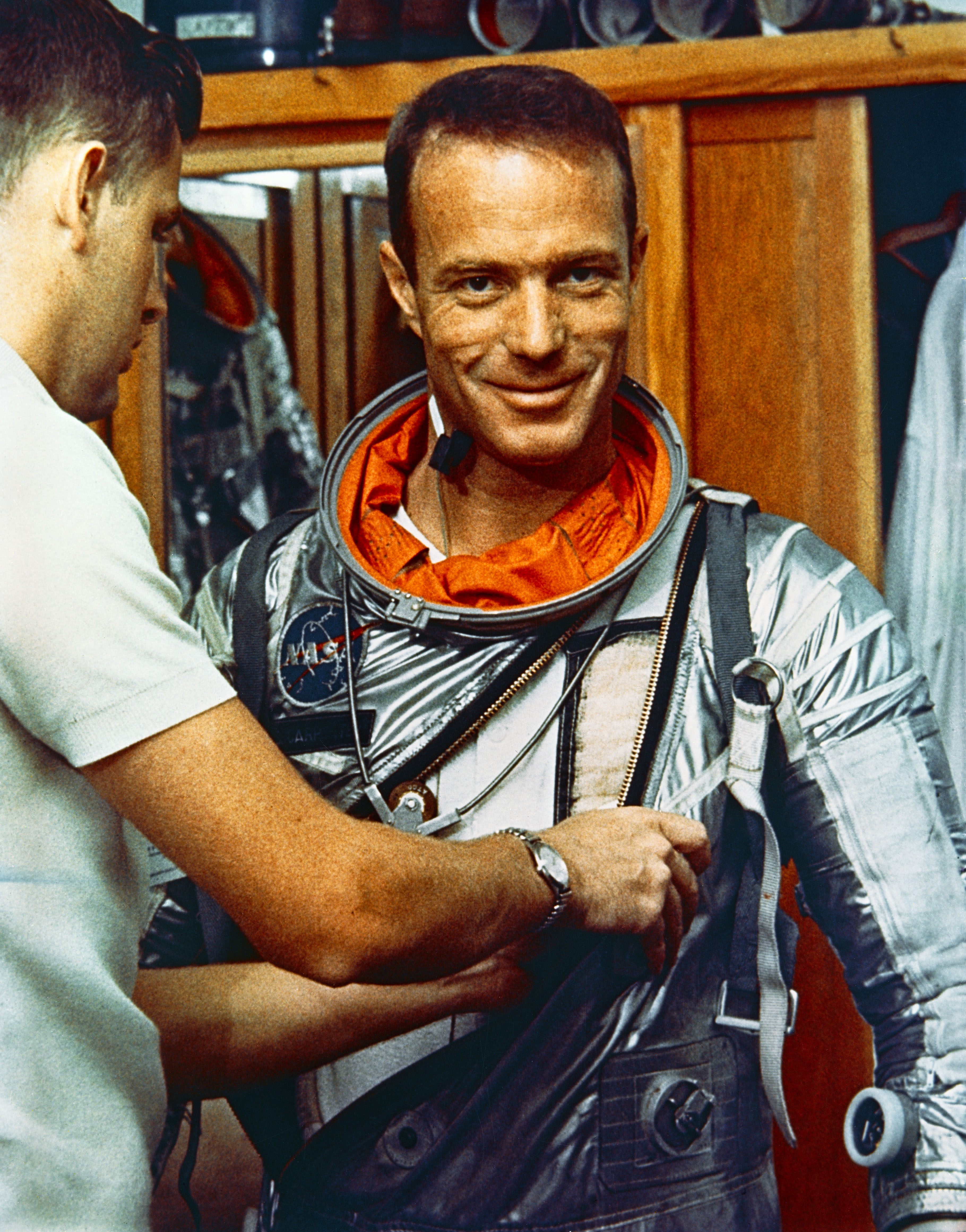
卡朋特于1962年5月24日清晨在佛罗里达州卡纳维拉尔角空军基地的S号机库内接受压力服穿戴准备登机。

### 任务简介
作为“水星七号”宇航员组成员之一，卡朋特参与了水星飞船的研发工作，主要负责航天器的**在轨导航设备**。 他曾担任“水星‑阿特拉斯 6号”（Glenn 的“友谊7号”）的后备飞行员，并担任该次任务中的太空舱联络官（CAPCOM），可在发射录音中听到他说出的“Godspeed, John Glenn”。
原计划由 Slayton 驾驶的“Delta 7号”飞行因其突发心房颤动被取消，卡朋特凭借较多训练时间和模拟经验被选中代替 Slayton 出任“水星‑阿特拉斯 7号”飞行员，任务以科学实验为主，而非工程试飞。
1962年5月24日，他经历当时最顺利的发射倒计时，顺利进入轨道，全球约4000万电视观众同步观看。卡朋特根据飞行计划执行五项在轨科学实验，并成为首位在轨食用固体食物的美国宇航员。他发现了格伦曾观测到的“火花”现象是飞船外壁松脱的冰粒，并将其命名为“霜蝇”。

### 着陆偏差与问题
执行返航点火时，由于姿态航向扫描器（Pitch Horizon Scanner, PHS）故障，导致用油量超支，航天器偏离目标400公里。NASA官方报告称，卡朋特虽然控制手动返航并保留百分之四十以上燃油，但仍错过计划着陆地。 根据分析，PHS 故障导致飞船偏航25度，按钮延迟使燃料额外消耗，累计偏离约250英里（400公里）。即便如此，如未切换手动控制，偏差将更大。azThe最终着陆点位于大西洋19°27′N, 63°59′W，靠近英属维京群岛以北约50海里。此次飞行历时4小时56分钟，达高度约166英里（≈267公里），轨道速度约17532英里/小时，累计飞行约130933 公里。

### 搜救行动
飞行结束时，大众普遍关注卡朋特是否安然无恙。《CBS》主播沃尔特·克朗凯特播报时，画面寂静令人揪心。虽然救援信标精确定位，航母“无畏号”（USS Intrepid）与驱逐舰“小约翰·皮尔斯号”已前往，但NASA并未及时向媒体通报搜救进展。Evans, Ben. . AmericaSpace. 2012‑05‑29  [2025‑03‑17]. （原始内容存档于2025‑01‑14）. 
为了避免返航舱“自由钟7号”失窃命运，卡朋特自飞船颈部进入救生筏，充气后等待救援。降落后约36分钟，一架P2V海王星飞机（VP‑18中队）首先发现并标记位置，随后派遣直升机在“无畏号”上进行营救。McDonald, Gerald W. . American Heritage. 2001‑04, 52 (2): 107–111. ProQuest 202743992. 

### 事后分析
事后评价认为，尽管存在PHS故障，卡朋特手动控制补偿得当，体现了宇航员的价值。NASA官方、克拉夫特与地面控制之间就燃料消耗判断产生争议，卡朋特后来写信给《纽约时报》，表示他的飞行经验促进了航天器设计改进。Carpenter, Scott. . 纽约时报. 2001‑04‑01  [2025‑01‑27]. （原始内容存档于2025‑05‑16）. 
后来有飞行员与报导者也对卡朋特过度科学倾向和返航操作发生批评，但研究指出，地面控制的指令不够明确也对造成偏差负有责任。

## 海洋研究
1963年，卡朋特在麻省理工学院聆听法国海洋学家雅克·库斯托（Jacques Cousteau）的公开演讲时表示对深海研究感兴趣。库斯托建议他加入美国海军的SEALAB计划。卡朋特联系了SEALAB项目负责人乔治·F·邦德上校，并获得NASA批准休假加入项目。1964年7月，他作为团队成员前往百慕大，在Plantagenet Bank水下约61米深处进行训练。期间，他在一次交通事故中撞上珊瑚墙，导致右臂开放性骨折并损伤左膝。. 纽约时报. 1964‑07‑18: 4  [2025‑01‑25]. 

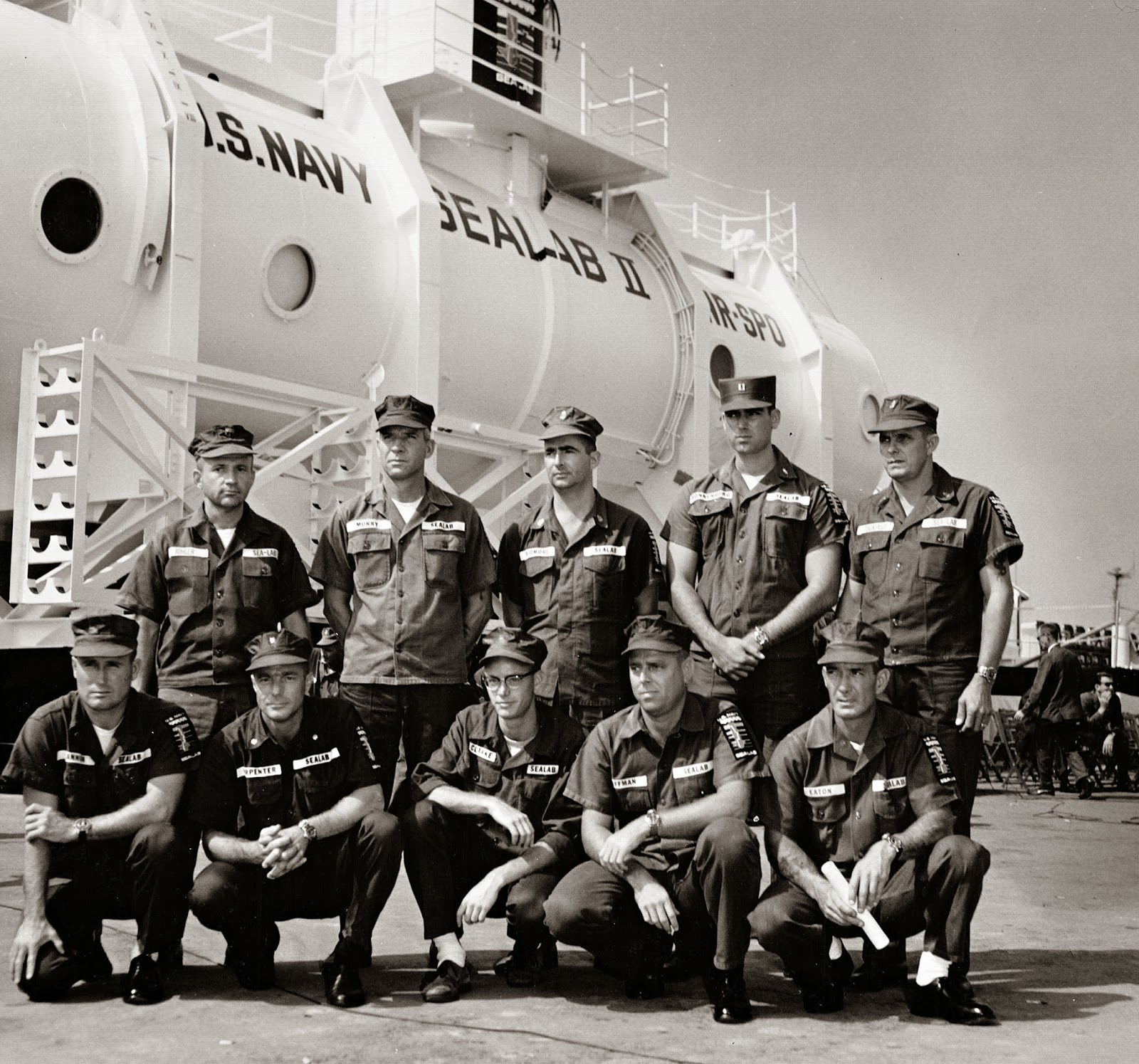
SEALAB II 首批三支潜岸队之一，卡朋特前排左二。

1965年8月至9月，卡朋特在SEALAB II内生活了28天，水深约62米，距离加州海岸约914米。实验舱内使用的气体混合比例为氦85%、氮11%、氧4%。Clarke, T. A.; Flechsig, A. O.; Grigg, R. W. . Science. 1967‑09, 157 (3795): 1381–1389. doi:10.1126/science.157.3795.1381. . 纽约时报. 1965‑08‑29: 67  [2025‑01‑25]. 
他在此期间被一种叉尾鮐刺伤右手食指，造成中毒伤害。MacInnis, Joseph B. . Canadian Medical Association Journal. 1966‑07‑30, 95 (5): 191–200. PMID 4380341. . 纽约时报. 1965‑09‑13: 28  [2025‑01‑25]. 
就在此期间，他与双子座5号的格鲁曼宇航员乔登进行了人类历史上空中航天器与水下实验舱的首次对话。. 纽约时报. 1965‑08‑30: 17  [2025‑01‑25]. 
完成SEALAB II任务后，卡朋特回归NASA，担任载人航天中心（原名墨西哥城航天中心）主任助理，并负责研发航天员深海训练模块，为未来舱外行走做准备。1967年8月3日退休NASA后，他加入美国海军位于马里兰州贝塞斯达的深潜系统计划，担任SEALAB III的海中探险行动总监。1969年，小组潜航员Berry L. Cannon在维修SEALAB III中因意外遇难，卡朋特曾自愿下潜参与救援，但最终以更安全方式完成打捞任务。. 纽约时报. 1967‑08‑04: 8  [2025‑01‑25]. 
尽管经历了1964及1967年的手术治疗，他始终未能恢复右臂功能。加之深潜病导致双膝缺血性坏死，他于1969年退役，军衔为指挥官，并创办Sea Sciences, Inc.，致力于海洋资源利用及环境健康研究。. 纽约时报. 1969‑01‑07: 46  [2025‑01‑25]. 

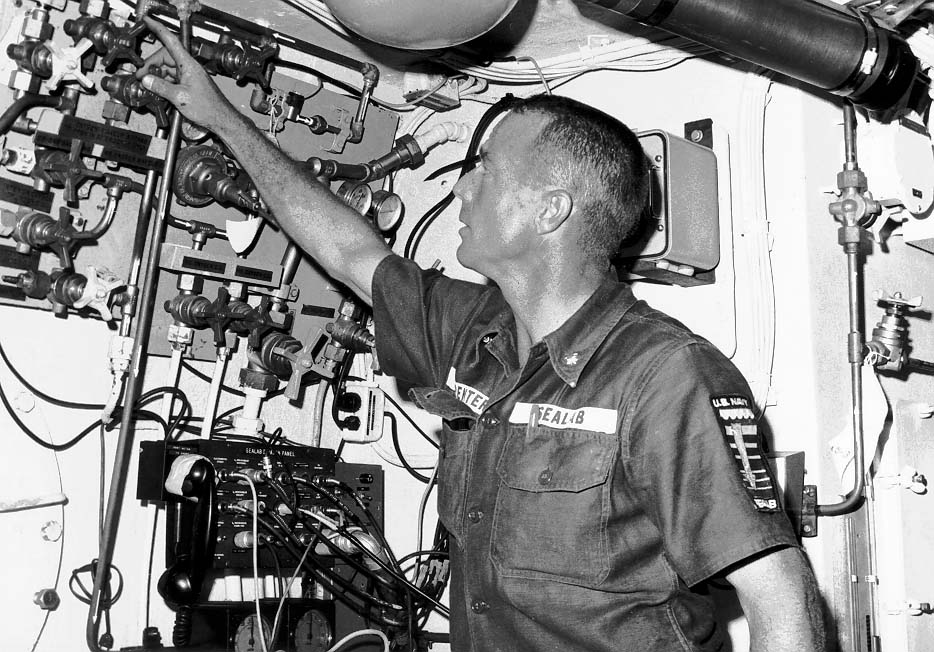
卡朋特在SEALAB II中的工作场景。

退役后，卡朋特成为体育和潜水设备厂商及影视业的重要顾问，围绕航天和海洋学发布演讲，并参与生物害虫控制、废物处理及废物能源项目开发。他与其他“水星七号”成员共同创立了宇航员奖学基金会（Astronaut Scholarship Foundation），资助科学与工程学生。Goldstein, Richard. . 纽约时报. 2013‑10‑10: 16  [2025‑01‑27]. 
在商业领域，他曾代言奥兹莫比尔、标准石油、任天堂和雅达利等品牌，并撰写两部科技惊悚小说《钢铁信天翁》（1991）与《深潜》（1994）。2003年，他与女儿克里斯汀·斯托弗合作出版自传《广阔天空：一位水星宇航员不寻常的旅程》。2008年退伍军人纪念日当天，他与总统乔治·W·布什及宇航员巴兹·奥尔德林在被改造成博物馆的“无畏号”航母上出席仪式。2012年，他与约翰·格伦等人一同纪念格伦首次绕地飞行50周年。. 纽约时报.

## 个人生活
卡朋特一生共结婚四次，离婚三次，和三位妻子共育有八名子女，其中七人活到成年。 他于1948年9月与第一任妻子蕾妮（Rene）结婚。 两人育有五名子女：马克·斯科特（Marc Scott）、克莉丝汀·伊莲（Kristen Elaine）、坎蒂丝·诺克森（Candace Noxon）、罗宾·杰伊（Robyn Jay），以及在婴儿时期夭折的提摩太·基特（Timothy Kit）。 到1968年，夫妻二人已分居，卡朋特定居加州，而蕾妮则带着孩子住在华盛顿特区。两人于1972年正式离婚。
1972年，卡朋特迎娶第二任妻子玛丽亚·罗奇（Maria Roach），她是电影制片人哈尔·罗奇的女儿。两人育有两名子女：马修·斯科特（Matthew Scott）和尼古拉斯·安德烈（Nicholas Andre），后者后来成为电影导演。 1988年，他与第三任妻子芭芭拉·柯廷（Barbara Curtin）结婚，两人育有一子扎卡里·斯科特（Zachary Scott），当时卡朋特已年逾六旬。不久后两人离婚。 1999年，卡朋特在74岁时与第四任妻子帕特里夏·巴雷特（Patricia Barrett）结婚，夫妇居于科罗拉多州韦尔。

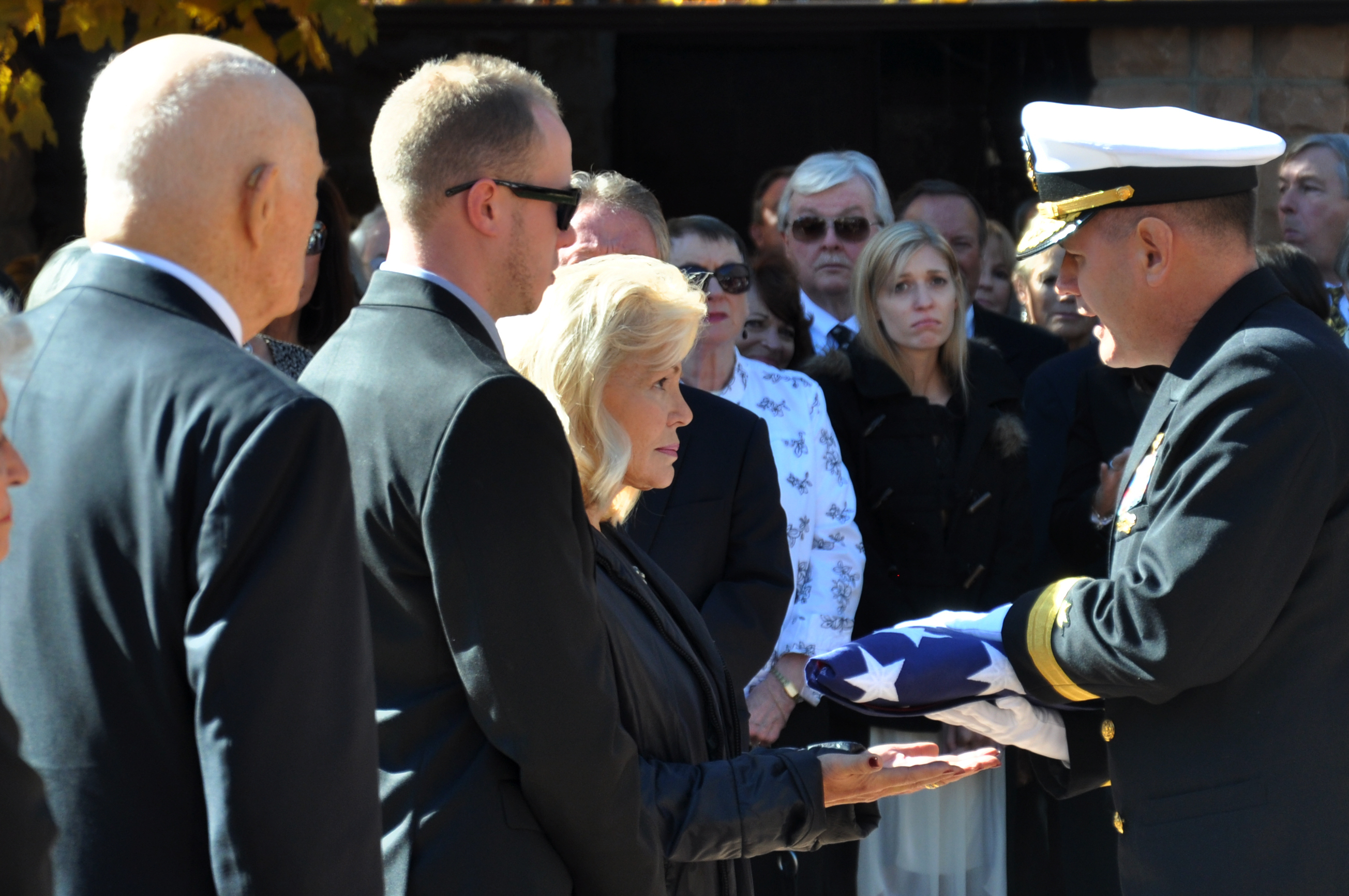
帕特里夏·卡朋特在葬礼上接受美国国旗，约翰·格伦（左）出席送别。

2013年9月，卡朋特因中风住进丹佛瑞典医疗中心，之后转至丹佛临终关怀住院中心。2013年10月10日，他于88岁时逝世。身后留下妻子、四名儿子、两名女儿、一名孙女以及五名继孙。
科罗拉多州州长约翰·希肯卢珀下令全州降半旗致哀。在博尔德的圣约翰圣公会教堂举行了公开追悼仪式，包括约翰·格伦、吉恩·瑟南、查尔斯·杜克、拉斯蒂·施威卡特、哈里森·施密特、大卫·斯科特、查尔斯·博尔登、丹·布兰登斯坦、鲍勃·克里本、布鲁斯·麦坎德利斯二世、理查德·特鲁利和查尔斯·D·沃克等多位宇航员到场致意。 卡朋特的遗体被火化，骨灰安葬于其家族位于斯廷博特斯普林斯附近的农场中。

2012年，当被问及自己希望留下怎样的遗产时，卡朋特回答说：「我是宇航员，也是海底探险者。」

## 荣誉与奖项

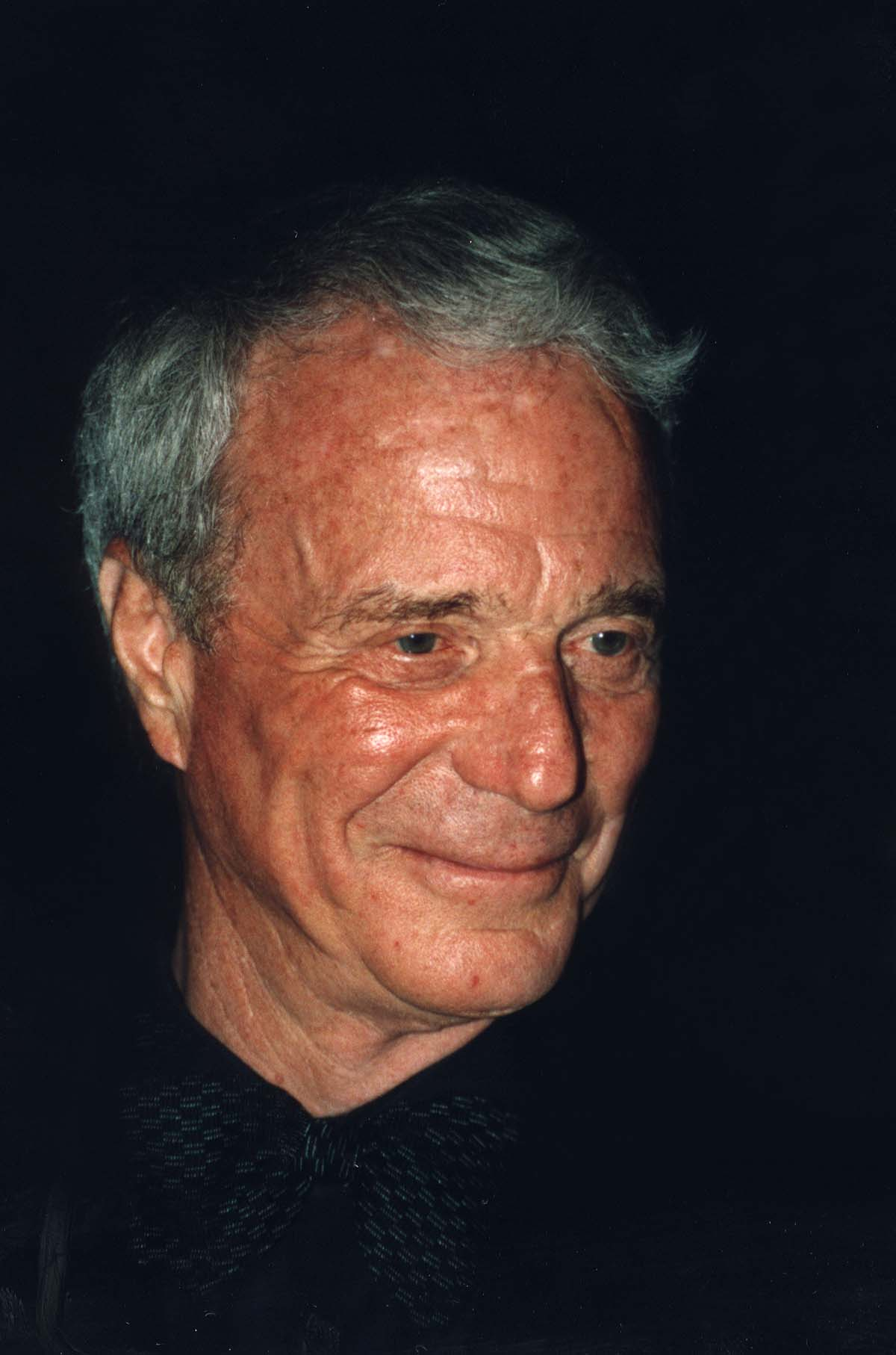
1999年的斯科特·卡彭特

### 美国政府颁发的奖项
| 美国海军航空员徽章     |                                |                                |
| 功绩勋章               | 殊勋飞行十字勋章               | NASA杰出服务奖章               |
| 美国海军部队表扬奖     | 美洲战役奖章                   | 第二次世界大战胜利奖章         |
| 中国服务奖章           | 国家防卫服务奖章（附战役星章） | 朝鲜服务奖章（附两枚战役星章） |
| 大韩民国总统部队表扬奖 | 联合国朝鲜战争奖章             | 韩国战争服务奖章               |

### 民间奖项
- 科罗拉多大学表彰奖章[79]
- 科利尔奖[81]
- 纽约市荣誉金质奖章[82]
- 伊利沙·肯特·凯恩奖章[79]
- 美国童子军颁发的银水牛奖[79]

### 命名纪念与荣誉
- 1962年，博尔德市设立“斯科特·卡彭特公园”，并附带游泳池与25英尺高的金属火箭模型。[83]
- 曾存在一所名为“极光7号小学”的学校，位于博尔德，以其太空飞船命名。
- 威斯敏斯特 (科罗拉多州)的斯科特·卡彭特中学以他命名[84]
- 新泽西州奥尔德布里奇的M·斯科特·卡彭特小学亦以他命名[85]
- 斯科特·卡彭特空间类比站于1997–1998年部署于海底，以纪念其在1960年代的SEALAB工作。[86]

### 名人堂入选
- 1981年入选国际空间名人堂[87]
- 1990年与“水星七人组”共同入选美国宇航员名人堂[88]
- 2008年入选国际航空与太空名人堂[89]
- 2017年入选美国国家航空名人堂[90]

## 所著书籍
- 'We Seven: By the Astronauts Themselves, ISBN 978-1439181034, by M. Scott Carpenter (Author) , Gordon L. Cooper (Author) , John H. Glenn (Author) , Virgil I. Grissom (Author) , Walter M. Schirra (Author) , Alan B. Shepard (Author) , Donald K. Slayton (Author),
- For Spacious Skies: The Uncommon Journey of a Mercury Astronaut, ISBN 0-15-100467-6 or the revised paperback edition ISBN 0-451-21105-7, Carpenter's biography, co-written with his daughter Kris Stoever; describes his childhood, his experiences as a naval aviator, a Mercury astronaut, including an account of what went wrong, and right, on the flight of Aurora 7.
- Into That Silent Sea: Trailblazers of the Space Era, 1961–1965, by Francis French and Colin Burgess, 2007. A Carpenter-approved account of his life and space flight.
- The Steel Albatross, ISBN 978-0831776084. Science Fiction. A 'technothriller' set around the life of a fighter pilot in the US Navy's Top Gun school.
- Deep Flight, ISBN 978-0671759032. Science Fiction. This follow-on to The Steel Albatross is an underwater outburst of war and action.